# Браян Молко
Бра́ян Мо́лко (англ. Brian Molko; нар. 10 грудня 1972, Брюссель, Бельгія) — вокаліст, гітарист і автор пісень гурту Placebo.

## Ранні роки
Браян народився в сім'ї американського міжнародного банкіра франко-італійського походження, і матері, шотландки за національністю. Має старшого брата Стюарта. Родина часто подорожувала протягом його дитинства, вони, зокрема, відвідували Шотландію, Ліберію, Ліван і Люксембург. Місцем, де він виріс, Молко називає рідне місто матері Данді, що в Шотландії. Сім'я майбутнього музиканта була досить консервативною, батьки не схвалювали його бажання стати артистом (батько Браяна наполягав на тому, щоб син став банкіром). Як протест проти подібного ставлення, Браян створює для себе ексцентричний, андрогінний образ: починає користуватися косметикою, носити одяг у стилі «унісекс», слухає панк-рок та глем-рок.

## Освіта
Коли Браяну виповнюється 5 років, його батьки розлучаються. Брата Стюарта батько забирає з собою до Америки, а Молко залишається з мамою в Люксембурзі, де його відправляють до школи-інтернату. Там же вчиться і Стефан Олсдал, майбутній басист Placebo. Як потім розповідатиме сам Браян, у ці роки він був досить відлюдькуватим, уникав спілкування з однокласниками і майже весь вільний час витрачав на заняття в драматичному гуртку. Після школи він, всупереч волі батьків, їде з Люксембурга та вступає на акторський факультет Голдсмітського інституту. Саме в ті роки Браян знімає свій перший любительський фільм «Scar Tissue» як дипломну роботу.

## Кар'єра

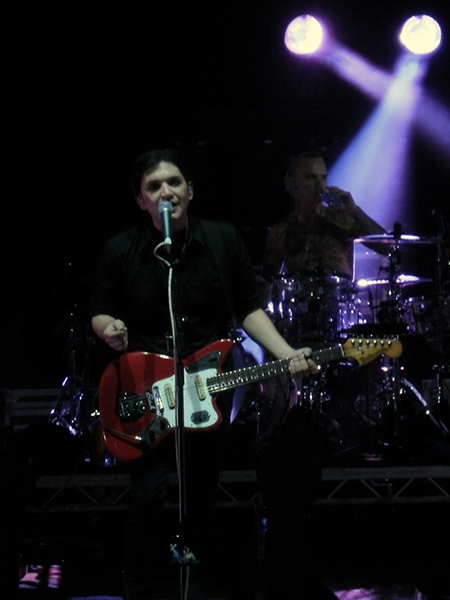
Браян Молко в Києві, 2012

Молко освоїв гітару самотужки. Уже навчаючись в інституті, він випадково зустрічає Стефана Олсдала на залізничній станції Саут-Кенсінгтон та запрошує його до клубу, де відбудеться їхній сумісний із Стівом Г'юїттом виступ. Слід зазначити, що хоча Молко і Олсдал разом навчалися в школі, вони не були друзями. В одному з інтерв'ю пізніше Молко розповість, що протягом шкільних років він та Стефан сказали один одному не більше двох слів.
Саме після цієї випадкової зустрічі починається історія гурту. Спочатку він називався Ashtray Heart, але пізніше музиканти змінили назву на Placebo. Сам термін є назвою медичного препарату, що дає виключно психологічний ефект. Дослівний переклад з латинської означає «Я буду до вподоби». Сам Молко з цього приводу жартував, що в ті часи більшість гуртів обирали для себе назви наркотиків, саме тому вони обрали назву того, що не діє.
У ті часи в Хьюїта був власний гурт, але він завжди був радий допомогти Браяну під час його концерту, якщо тому потрібна була «барабанна лазня».
Стефан Олсдал, окрім успіхів у баскетболі, до того часу вже навчався в інституті Musicians в Уоппінгу по класу гітари, та разом зі своїм бойфрендом вже написав близько 60 пісень.
«Того вечора, — розповідає Стефан, — я одразу ж подумав, що в Браяна просто неймовірний голос, і особливо мене вразила його своєрідна манера гри на гітарі. Я моментально зрозумів, що він справжня перлина».
Через те, що Стів був зайнятий у своєму гурті, Стефану та Браяну довелося шукати йому заміну. Це виявився Роберт Шульцберг, що раніше грав разом зі Г'юїттом.
«Ми провели півроку, записуючи пісні, пізнаючи один одного як музикантів та працюючи над моїм голосом, — розповідає Браян. — Ми збиралися в когось вдома, записували клавішні, потім підключали гітари до колонок, брали в оренду обладнання, якщо було необхідно».

## Особисте життя
Молко бісексуал. Тема бісексуальності відображається в деяких його ранніх текстах пісень з Placebo.
Молко — переконаний холостяк, проте має сина від однієї з своїх подружок, фотографа Хелени Берг. Нині він та Хелена розлучилися, проте Молко активно бере участь у вихованні їхньої дитини — сина Коді, що народився в 2005 році.
2023 року у Турині під час виступу на фестивалі Sonic Park, музикант висловився про прем'єр-міністерку Італії: «Джорджа Мелоні — шматок лайна, фашистка, расистка та нацистка». Прокуратура Турину розпочала розслідування щодо музиканта.

## Додаткова інформація
- Молко зіграв у фільмі «Оксамитова золота жила», де виконав роль Малкольма з вигаданого гурту Flaming Creatures.
- Він став виконавчим продюсером фільму «Sue's Last Ride».
- Молко — відкритий бісексуал[8][9].
- За словами самого музиканта, курити він почав у віці 13 років.
- Молко ніколи не приховував свого досвіду вживання наркотиків.
- Справжній колір волосся — русявий, навіть рудий, але більшу частину часу фарбується під брюнета.